# جيرالد بيري
جيرالد بيري (بالإنجليزية: Gerald Perry)‏ هو لاعب كرة قاعدة أمريكي، ولد في 30 أكتوبر 1960 في سافانا في الولايات المتحدة.

## وصلات خارجية
- جيرالد بيري على موقعبيزبول رفرنس.كوم (الدوري الرئيسي) (الإنجليزية)
- جيرالد بيري على موقعبيزبول رفرنس.كوم (الدوري الثانوي) (الإنجليزية)